# آرایه خط پایه بسیار بزرگ

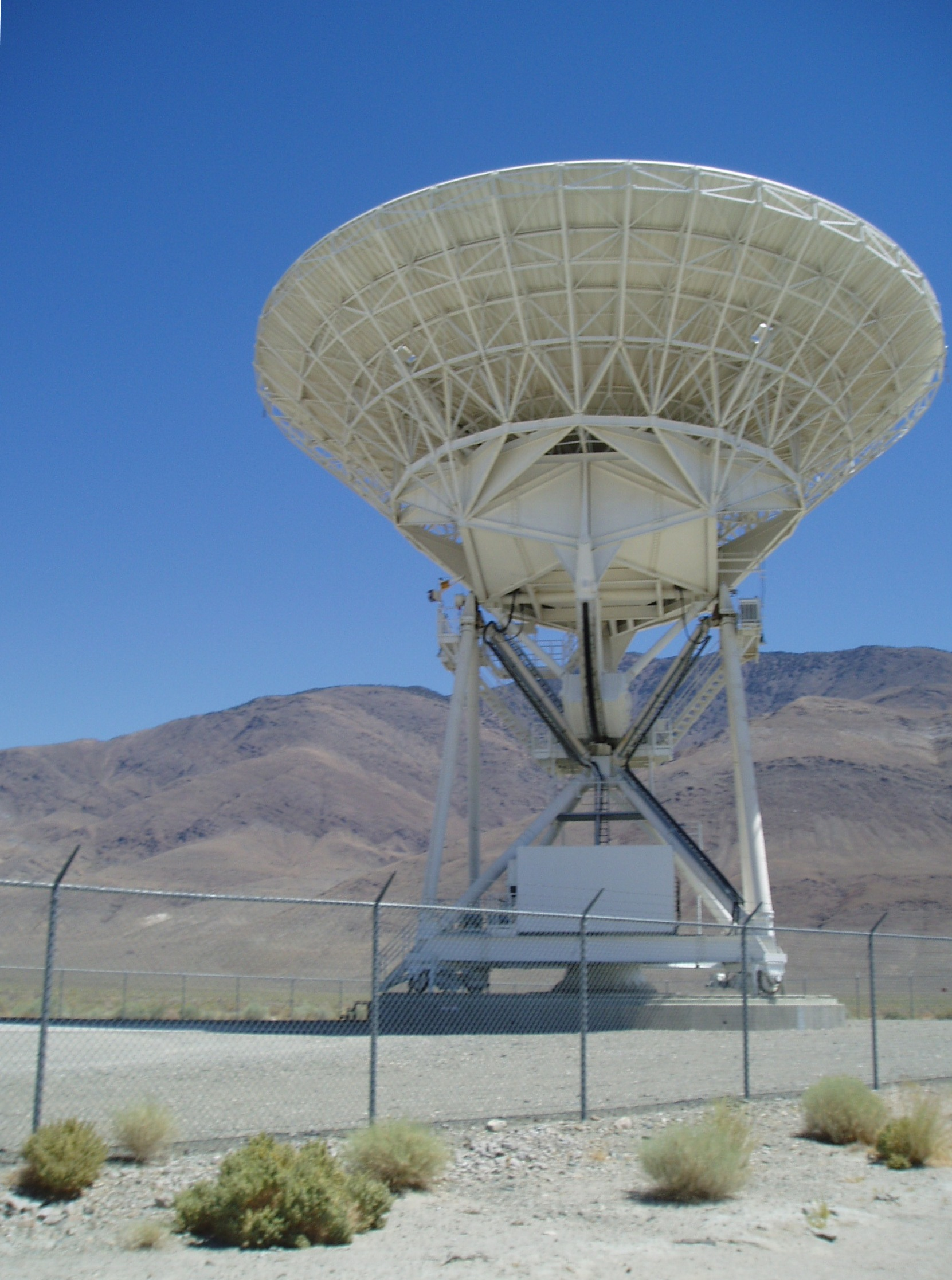
تلسکوپ پایه بسیار بزرگ VLBA در دره اوونز، کالیفرنیا

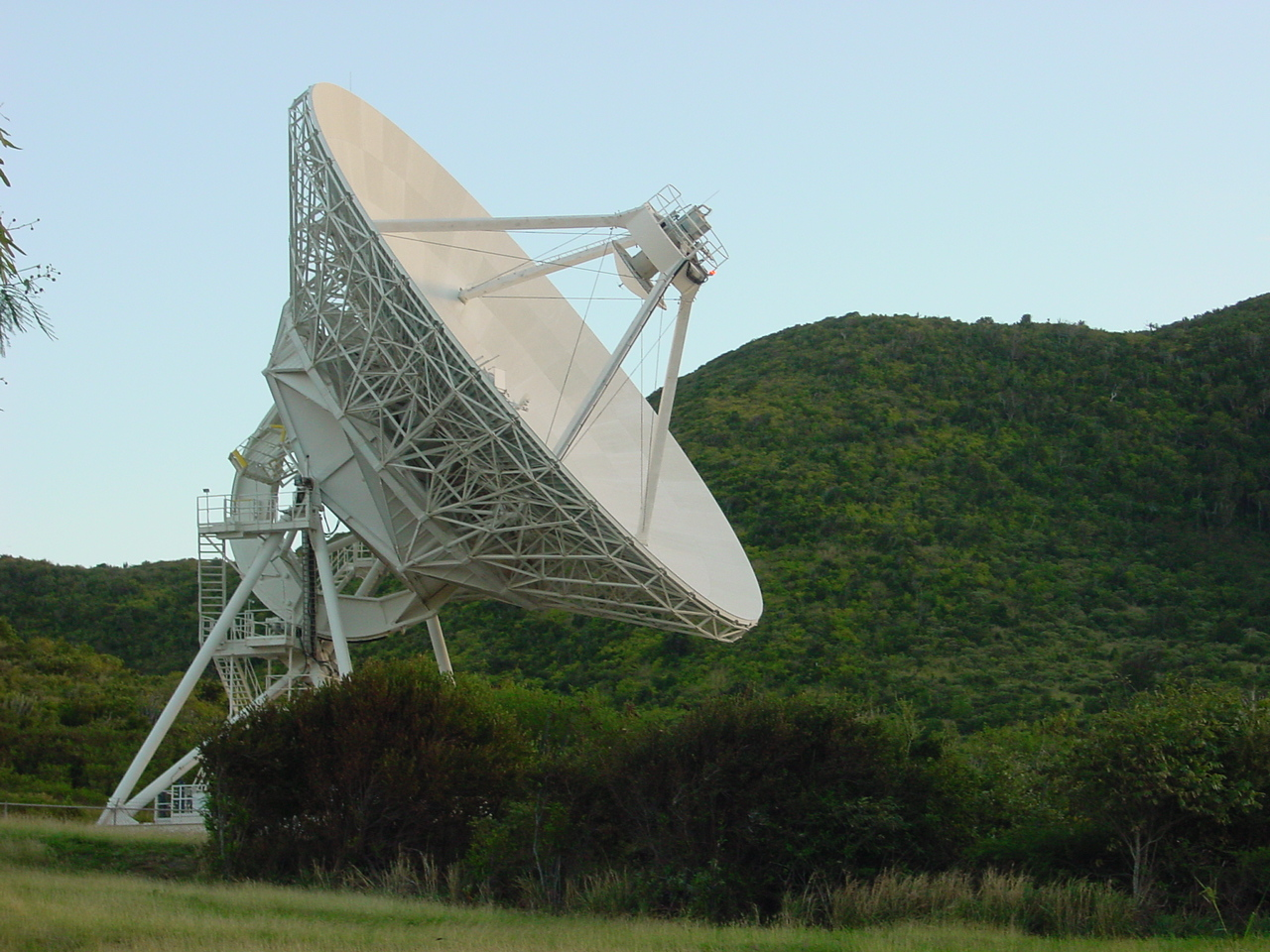
پایانه شرقی VLBA در سنت کرویکس، جزایر ویرجین ایالات متحده آمریکا

آرایه خط پایه بسیار بزرگ (به انگلیسی: Very Long Baseline Array) که به اختصار VLBA نامیده می‌شود، سامانه‌ای شامل ده رادیو تلسکوپ است که از مرکز مدیریت آرایه در سوکورو، نیومکزیکو مدیریت می‌شود و بخشی از رصدخانه ملی رادیویی آمریکا (NRAO) به‌شمار می‌رود. ده آنتن رادیویی به‌شکل آرایه‌ای با یکدیگر فعالیت می‌کنند که بزرگ‌ترین سامانه استفاده‌کننده از تداخل‌سنجی خط پایه بسیار طولانی در سطح جهان به‌شمار می‌رود. طولانی‌ترین خط پایه موجود در این تداخل‌سنجی حدود ۸٫۶۱۱ کیلومتر است.
ده تلسکوپ این آرایه در سراسر ایالات متحده آمریکا پخش شده‌اند و نتیجه همکاری مشترک آن‌ها، تهیه دقیق‌ترین نقشه‌ها از کهکشان‌های دوردست است.
ساخت این آرایه در فوریه ۱۹۸۶ آغاز شد و در ماه مه ۱۹۹۳ پایان یافت. نخستین ستاره‌شناسی رادیویی با استفاده از هر ده آنتن آرایه در ۲۹ مه ۱۹۹۳ انجام شد. هزینه ساخت آرایه خط پایه بسیار بزرگ حدود ۸۵ میلیون دلار بود.
هر گیرنده این آرایه شامل یک آنتن سهموی با قطر ۲۵ متر است که در امتداد ساختمان کنترل مجاور آن قرار دارد. ارتفاع هر آنتن در حالت ایستاده به اندازه ساختمانی ده طبقه و وزن آن حدود ۲۱۸ تن است.
سیگنال‌های هر آنتن بر روی بانکی از هارد دیسک حدود یک ترابایتی ضبط می‌شود و اطلاعات با استفاده از ساعت‌های اتمی مهر زمانی می‌شوند. اطلاعات درایوهای دیسک بارگیری می‌شوند و به مرکز عملیات علمی «Pete V. Domenici» در مرکز NRAO در سوکورو منتقل می‌شوند. در آنجا، اطلاعات تحت پردازش سیگنال در مجموعه‌ای قدرتمند از رایانه‌های دیجیتالی قرار می‌گیرند که تداخل سنجی را انجام می‌دهند. این رایانه‌ها همچنین اصلاحاتی را برای تأثیر چرخش زمین، تغییرات جزئی در پوسته زمین در طول زمان و سایر خطاهای کوچک اندازه‌گیری انجام می‌دهند.